# Non usate precauzioni/Fatevi infettare (1985-1997)
Non usate precauzioni/Fatevi infettare (1985-1997) è il primo DVD-documentario degli Afterhours, pubblicato nel 2007.

## Il DVD
Si tratta del primo dei due DVD doppi del progetto-antologia del 2007, uscito il 9 febbraio. Il successivo DVD sarà pubblicato nel maggio dello stesso anno con il titolo Io non tremo (1997-2006).
L'opera è così strutturata:
- DVD 1: contiene la prima parte del documentario sulla carriera della band milanese dal 1985 al 1997. Contiene alcuni spezzoni tratti da apparizioni televisive e concerti ed interviste, nelle quali la band ripercorre i primi dieci anni di carriera.
- DVD 2: contiene la raccolta completa di tutti i videoclip girati dal gruppo dagli esordi al 2006.

## DVD 1
1. La nascita del gruppo
2. Giorgio Prette
3. Vox Pop
4. Xaber Iriondo
5. Passaggio dall'inglese all'italiano
6. Germi
7. Dario Ciffo
8. Da "Germi" a "Hai Paura Del Buio?"
9. "Hai Paura Del Buio?"
10. Andrea Viti

## DVD 2
1. Shadowplay
2. Ossigeno
3. Germi
4. Dentro Marilyn
5. Voglio Una Pelle Splendida
6. Male Di Miele
7. Sui Giovani d'Oggi Ci Scatarro Su
8. Non è Per Sempre
9. Baby Fiducia
10. Bianca
11. La Verità Che Ricordavo
12. La Sinfonia Dei Topi
13. Quello Che Non C'è
14. Non Sono Immaginario
15. Gioia e Rivoluzione
16. La Vedova Bianca
17. White Widow